# اکوالایزر (صوت)

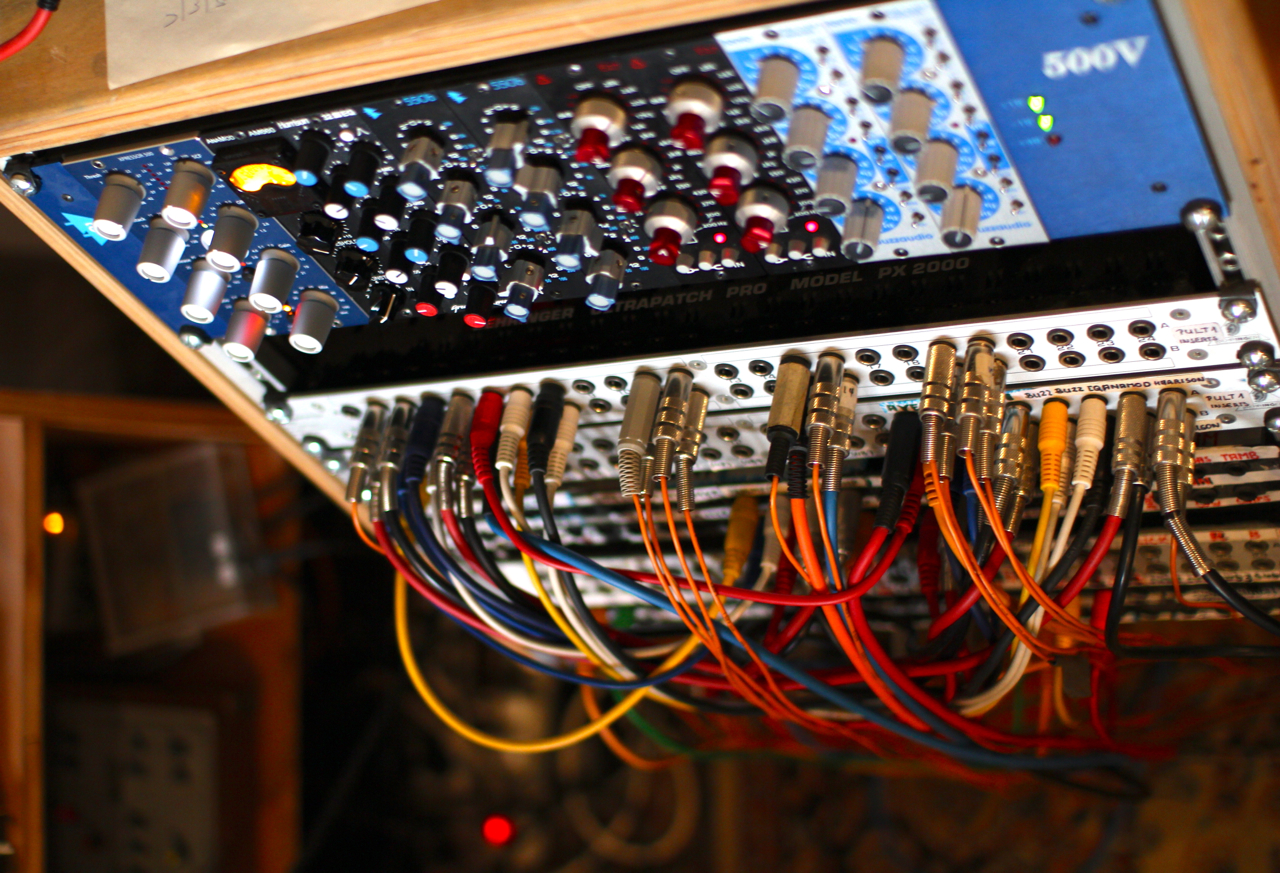
اکولایزر آنالوگ

اکوالایزیشن (به انگلیسی: Equalization) یا برابرسازی، به فرایند متعادل سازی ساختار فرکانس در داخل یک سیگنال صوتی گفته می‌شود. فرایند اکوالایزیشن توسط تعدادی فیلتر که زیر و بمی صدا را تغییر می‌دهند انجام می‌شود که به آن اکوالایزر (به انگلیسی: Equalizer) یا برابرساز گفته می‌شود. کاربرد اصلی برابرسازها، نرم کردن و تنظیم صدای سیستم با توجه به موزیک یا صدای در حال پخش است. شناخته‌شده‌ترین کاربرد اکوالیزیشن در ضبط و بازتولید صدا است، اما در بسیاری موراد دیگر همچون مخابرات و برق الکترونیک نیز از این ابزار استفاده می‌شود. مدار یا هرگونه ابزاری که به منظور متعادل سازی سیگنال مورد استفاده قرار می‌گیرد اکوالایزر نام دارد. این ابزارها انرژی بازه‌ی مشخصی از طیف فرکانسی را تقویت یا تضعیف می‎‌کنند.
اکوالایزر در استودیوهای ضبط، استودیوهای رادیویی و اتاق‌کنترل تولید آثار صوتی و همچنین در سیستم‌های تقویت صدا در اجراهای زنده و در امپلیفایرها جهت کنترل و تنظیم سیگنال خروجی از میکروفن‌ها، بلندگوهای بزرگ و امپلیفایرها مورد استفاده قرار می‌گیرند. فرایند اکوالایزیشن به منظور حذف یا تضعیف برخی اصوات در طیف صوتی، افزایش یا کاهش حضور یک المان در طیف صوتی و همچنین تغییر نوای یک ساز کاربرد فراوان دارد. اکوالایزرها همچنین توسط تهیه‌کنندگان موسیقی به منظور تنظیم رنگ صدای یک ساز یا صدای خواننده در فرایند میکس صدا استفاده می‌شود. در این فرایند محتوای فرکانسی اصوات مختلف به گونه‌ای ویرایش می‌شود که در برایند طیف اصوات موجود در آهنگ به درستی جای گیرد.
متدوال‌ترین انواع اکوالایزرها در تهیه‌کنندگی موسیقی، اکوالایزرهای پارامتریک، نیمه-پارامتریک، گرافیک، پیک و اکوالایزرهای برنامه نویسی شده هستند. اکوالایزرهای گرافیکی اغلب در ابزارهای صوتی مصرفی و همچنین نرم‌افزا‌رهای پخش موسیقی در کامپیوترهای خانگی مورد استفاده قرار می‌گیرند. اکوالایزرهای پارامتریک نیازمند تخصص بالاتر به منظور انجام فرایند برابرسازی بوده و قابلیت اعمال تغییراتی ملموس‌تر و دقیق تر را حول یک محدوذه‌ی فرکانسی دارند. این ابزار به منظور حذف رزونانس‌های ناخواسته و تقویت فرکانس‌های مورد نظر به کار می‌رود. به عنوان مثال یک گیتاریست که احساس می‌کند ساز وی دارای حجم زیادی از صدای بیس است، با حذف یا تضعیف ‌فرکانس‌های بم (پایین) این مشکل را برطرف می‌نماید.

## واژه‌شناسی
مفهوم اکوالایزیشن برای نخستین بار در اصلاح پاسخ فرکانسی خطوط تلفن با استفاده از شبکه‌های غیرفعال به کارگرفته شد. این رویداد پیش از اختراع تقویت الکتریکی سیگنال بود. در ابتدا اکوالایزیشن به منظور اصلاح پاسخ‌های نابرابر فرکانس‌ها در یک سیستم الکتریکی مورد استفاده قرار می‌گزفت. این فرایند از طریق اعمال فیلترهایی با پاسخی معکوس نسبت به پدیده‌ی مورد نظر عملی می‌شد و موجب بازیابی وضوح (هماندهی) ترانزمیت می‌گردید. در نتیجه‌ی این اصلاح، پاسخ فرکانسی شبکه به یک خط صاف تبدیل می‌شد که نشانگر برابری پاسخ در تمام نقاط طیف فرکانسی بود. از این رو اصطلاح اکوالایزیشن، به معنای برابرسازی، به منظور توصیف این پدیده در نظر گرفته شد.
مدت‌ها بعد، تکنیک برابرسازی در مهندسی صدا و به منظور تنظیم پاسخ فرکانسی در ضبط، بازتولید و سیستم‌های تقویت صدای زنده مورد استفاده قرار گرفت. مهندسین صدا با اصلاح پاسخ فرکانسی یک سیستم صوتی، موجب می‌شوند تا صدای پخش شده از یک سیستم صوتی بیشترین شباهت را به صدای ضبط شده داشته باشد. امپلیفایرها از دیرباز دارای فیلترها و کنترلهایی به منظور تنظیم پاسخ فرکانسی خود هستند. این فیلترها اغلب در غالب کنترلرهای بیس و تریبل و کلیدهای به منظور اعمال فیلترهای های-کات و لو-کات، به ترتیب جهت حذف "غرولندهای" فرکانس‌های پایین (بم) و "هیس‌های" فرکانس‌های بالا (زیر) مورد استفاده قرار می‌گیرد.

## تاریخچه
فیلتر نمودن فرکانس‌های صوتی حداقل به دوران تلگراف آکوستیک و به‌طور کلی تسهیم‌سازی بازمی‌گردد. ادوات صوتی-الکترونیکی که به منظور  جایگذاری فیلتر صدا در کنسول ایستگاه‌های رادیویی تکامل یافته بود به استودیوهای تهیه کنندگی موسیقی راه یافت. نخستین نمونه‌های فیلتر صدا شامل کنترل‌های ساده‌ای برای تنظیم بیس و تریبل صدا در نقاطی مشخص و ثابت بود، و میزان کاهش یا افزایش حجم فرکانس آن به صورت از پیش تعیین شده برروی این فیلترها راه اندازی شده بود.
دستگاه اکوالایزر لانجوین (به انگلیسی: Langevin) مدل EQ-251A نخستین اکوالایزر مجهز به اسلاید کنترلر محسوب می‌شود. نخستین اکوالایزر گرافیکی دستگاه تیپ 7080 محصول شرکت Art Davis بود. این دستگاه دارای 6 باند مجزا با امکان تغییر حجم صدای هر کدام تا 8 دسی‌بل بود و از یک اسلایدر به منظور تغییر حجم صدای فرکانس با واحد یک دسی‌بل استفاده می‌نمود.
دانیل ن.فلیکینجر (به انگلیسی: Daniel N.Flickinger) نخستین اکوالایزر پارامتریک را در اوایل سال 1971 طراحی نمود. طراحی وی هنوز هم برای ساخت اکوالایزرهای جدید مورد استفاده قرار می‌گیرد.